# Erling Pettersen

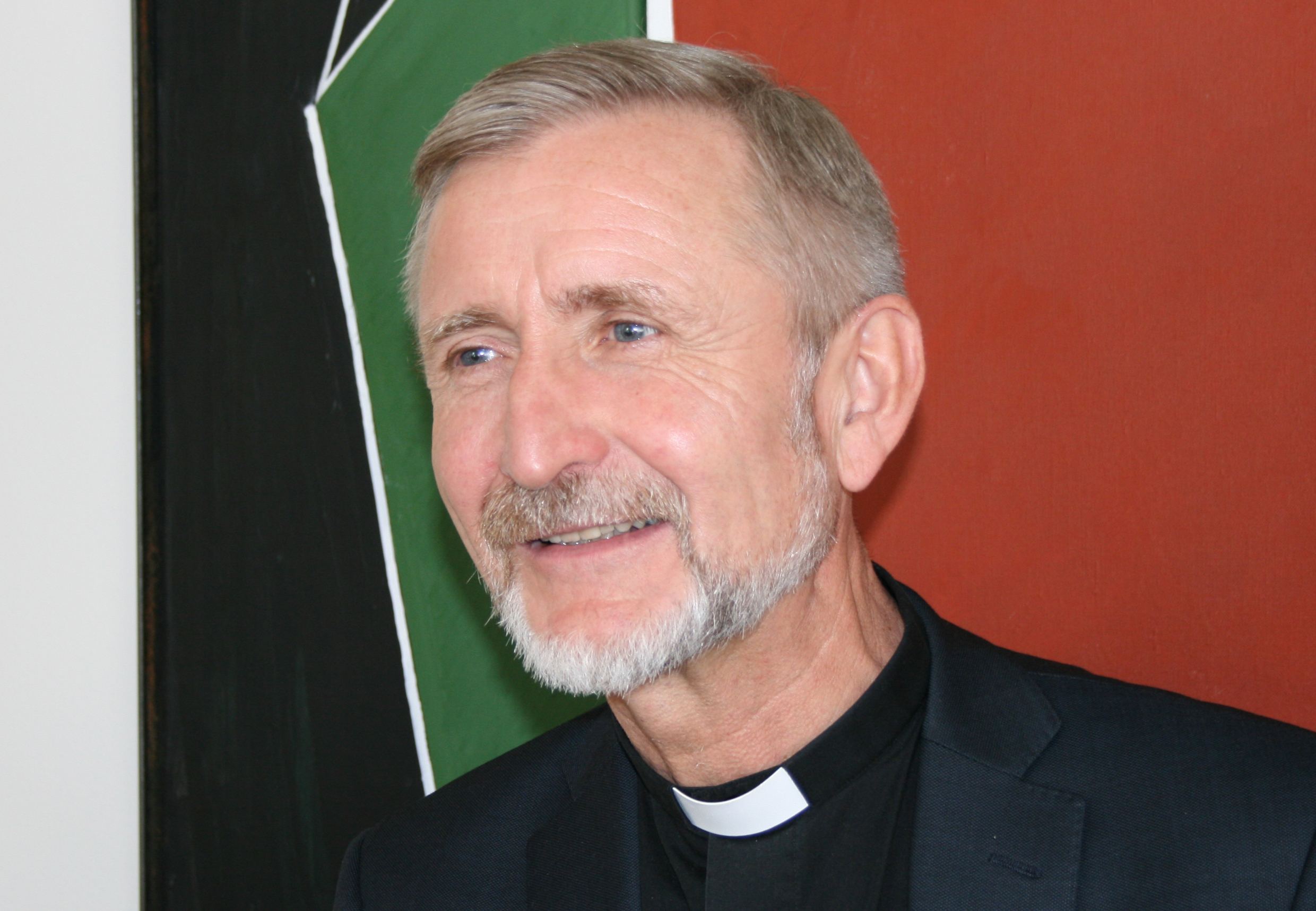
Erling J. Pettersen

Erling Johan Pettersen (* 21. Februar 1950 in Bergen) ist ein emeritierter Bischof der lutherischen Norwegischen Kirche.

## Werdegang
Pettersen studierte bis 1977 an der Theologischen Hochschule (Menighetsfakultetet) in Oslo. Anschließend unterrichtete er 1977–1978 Ethik an der Universität Oslo und war Berater an der Sozialschule des Diakonheims (Det norske Diakonhjem) in Oslo von 1977 bis 1979. Am 1. Juli 1979 wurde er zum Pastor ordiniert.
1979 bis 1985 war er im Kirchenrat (Kirkerådet) für Konfirmationsarbeit zuständig, 1989 bis 1996 leitete er das Institut IKO (Kirkelig pedagogisk senter). Zwischen 1996 und 2006 war er Direktor des Kirkerådet, dem höchsten Leitungsgremium der Norwegischen Kirche. 2007 bis 2009 leitete er die Kirchengemeinde in Oslo-Nordstrand.
Pettersen sammelte Erfahrungen im Ausland, in den USA 1967/68, 1988 und 2000; bei der Bayerischen Landeskirche 1976; als Missionar in Joinville in Brasilien 1985–1989.
Erling Pettersen ist seit 1971 verheiratet und hat zwei Töchter und zwei Enkelkinder.

## Nominierungen zum Bischofsamt
2002 kandidierte Pettersen im Bistum Tunsberg erstmals für das höchste Amt, 2004 bewarb er sich im Bistum Oslo. Der erfolgreiche Mitbewerber Ole Christian Kvarme wurde von der Regierung aber ungewöhnlicherweise nicht einmütig ernannt. Die Minister Per-Kristian Foss (Kons.) und Odd Einar Dørum (Lib.) votierten für Pettersen. Dørum argumentierte, Pettersen repräsentiere die Vielfalt der Stadt Oslo und stehe für die Bereitschaft, auch Homosexuelle in alle Bereiche des kirchlichen Lebens einzubinden.
Am 19. Juni 2009 wurde Pettersen von der Regierung zum Bischof von Stavanger ernannt, obwohl sein Mitbewerber Kjetil Aano in der Bischofskonferenz und im Kirchenrat eine klare Mehrheit auf sich hatte vereinigen können. Pettersens positive Haltung gegenüber Homosexualität in der Kirche habe dabei keine Bedeutung gehabt, gab Kultur- und Kirchenminister Trond Giske später zu Protokoll.
Am 8. November 2009 wurde Pettersen in der Stavanger Domkirke in sein Amt eingesetzt. Zum 1. März 2017 trat er in den Ruhestand.